# Étienne Hulot (1857-1918)
Pour les articles homonymes, voir Étienne Hulot et Hulot.
Étienne Hulot, né le 30 octobre 1857 à Paris où il est mort le 28 juin 1918, est un géographe français.

## Biographie

### Jeunesse et études
Étienne Hulot est le fils du baron Henry Joseph Hulot, inspecteur général des finances, et de Marthe Alexandrine Nina Levallois. Il est le petit-fils du général Étienne Hulot.
Il effectue ses études secondaires à l’École libre des sciences politiques. Il en devient plus tard président de l'association des anciens élèves et prononce le discours funéraire d'Émile Boutmy à sa mort en 1906.

### Parcours professionnel
Il commence par voyager et il en rapporta un ouvrage sur les changements au Canada et aux États-Unis d’une visite de l’Amérique du Nord. Il publia ensuite deux études sur Dumont d’Urville et sur D’Entrecasteaux.
Il fut d’abord nommé secrétaire de groupe à la Société de géographie, puis associé au secrétariat général par Charles Maunoir, qui lui laissa la place en janvier 1897. Dans ce poste, il appuya la Mission Foureau et la Mission Lenfant. 
La baron Hulot s'est investi dans l'expérimentation scientifique et ses applications, entre autres en 1909 aux côtés de Henri Farjas dans le cadre de la fondation d'une banque du radium.
À l’avènement de la Première Guerre mondiale, il mit son temps, ses connaissances, ses relations et la Bibliothèque de la Société au service de la défense nationale. Il organisa des réunions visant à résoudre quelques-uns des graves problèmes de la guerre et de l’après-guerre.

## Publications
- De l’Atlantique au Pacifique : à travers le Canada et le nord des États-Unis  (prix Montyon 1889), Paris, E. Plon, Nourrit, 1888 (OCLC 635568760).
- Les rêves d'hégémonie mondiale (1918)
- La Conquête du Cameroun (1916)
- Autour de la Mission Lenfant (1904)
- D'Entrecasteaux, 1737-1793 (1894)
- Les Relations de la France avec la côte des esclaves (1894)
- Le contre-amiral Dumont d'Urville (1790-1842) (1892)
- Le Canada, de l'Atlantique au Pacifique, navigation et voies de communication (1888)
- Les Chinois partout (question de l'immigration chinoise) (1888)
- À propos du lac Tana

## Sources
- Louis Raveneau, « Le baron Étienne Hulot », Annales de Géographie, vol. 27, no 148,‎ 1918, p. 390-391 (lire en ligne, consulté le 2 septembre 2017)